# ТАМ
Творница аутомобила Марибор (ТАМ; словен. Tovarna avtomobilov Maribor, TAM) била је словеначка фабрика камиона и аутобуса. Основана је 31. децембра 1946. године.
Први модел камиона који се производио носио је име „ТАМ Пионир” и био је прављен по лиценци чехословачке фабрике „Прага”. Овај модел се производио до 1959. године и направљено је укупно 17.416 примерка.
Године 1958, ТАМ је почео да производи возила и моторе по лиценци немачке фирме, а 1961. године фабрика је променила име у Творница аутомобила и мотора Марибор (словен. Tovarna Avtomobilov in Motorjev Maribor). ТАМ је био један од водећих произвођача цивилних и војних камиона у СФР Југославији. Посебну популарност је стекао модел „80Т35”, звани „Тамић”, који се и данас може видети на улицама широм бивше Југославије.
Године 1996, фабрика је реструктурирана и подељена у више мањих предузећа, а 2001. је преименована у Творницу возила Марибор (словен. Tovarna vozil Maribor). Данашњи производи фабрике се производе по лиценци немачке фабрике „МАН”.

## Возила произвођена у ТАМ-у

### Камиони
| Ознака модела       | Фотографија | Напомена |
| ------------------- | ----------- | --- |
| ТАМ Пионир          |             | Чехословачка лиценца за Прагу РН-13. Произвођен првобитно у ИМАД-у паралелно са производњом у ТАМ-у од 1946. до 1950. године. Производња у ТАМ-у од 1947. до 1959. |
| ТАМ Првенац         |             | |
| ТАМ Лука            |             | |
| ТАМ 4500            |             | |
| ТАМ 5000            |             | |
| ТАМ 5500 и ТАМ 6500 |             | Од средине седамдесетих носи ознаку ТАМ 170 Т14. |
| ТАМ 2000 и ТАМ 2001 |             | Популарно познат као "Тамић", касније од средине седамдесетих носи ознаке ТАМ 60, 75 и 80 Т3, Т5 и Т50, зависно од јачине мотора и носивости.                      |
| TAM 110 T7          |             | |
| TAM 125 T10         |             | |
| TAM 130 T11         |             | |
| TAM 150 T11         |             | |
| TAM 190 T15         |             | |
| TAM 260 T26         |             | |